# Rattus steini
Rattus steini  (Rümmler, 1935) è un roditore della famiglia dei Muridi endemico della Nuova Guinea.

## Descrizione

### Dimensioni
Roditore di medie dimensioni, con la lunghezza della testa e del corpo tra 141 e 193 mm, la lunghezza della coda tra 135,7 e 155 mm, la lunghezza del piede tra 32,6 e 36,9 mm, la lunghezza delle orecchie tra 16 e 21,3 mm e un peso fino a 220 g.

### Aspetto
La pelliccia è soffice e cosparsa di pochi peli spinosi. Le parti superiori sono marroni scure brizzolate, mentre le parti ventrali sono grigie, con le punte dei peli giallo-brunastre. È spesso presente una macchia bianca sul petto. Le orecchie sono marroni scure. Il dorso dei piedi è ricoperto di piccoli peli color crema. La coda è più corta della testa e del corpo, è uniformemente marrone scura ed è rivestita da circa 10 anelli di scaglie per centimetro. Le femmine delle sottospecie R.s.steini e R.s.baliemensis hanno un paio di mammelle pettorali e due paia inguinali; le altre due sottospecie hanno invece un paio di mammelle post-ascellari in più. Il cariotipo è 2n=32 FN=60.

## Biologia

### Comportamento
È una specie terricola. Costruisce cunicoli a forma di U, con due entrate.

### Riproduzione
Si riproduce durante tutto l'anno. Le femmine danno alla luce 2-5 piccoli alla volta.

## Distribuzione e habitat
Questa specie è diffusa nella Nuova Guinea, tranne la penisola di Vogelkop.
Vive nelle foreste umide tropicali primarie, sebbene sia più abbondante lungo i bordi forestali, nei campi agricoli e in distese erbose aperte tra i 450 e 2.800 metri di altitudine.

## Tassonomia
Sono state riconosciute 4 sottospecie:
- R.s.steini: Nuova Guinea occidentale;
- R.s.baliemensis (Taylor & Calaby, 1982): Nuova Guinea centro-occidentale;
- R.s.forsteri (Rümmler, 1935): Penisola di Huon;
- R.s.hageni (Troughton, 1937): Nuova Guinea centrale e orientale.

## Conservazione
La IUCN Red List, considerato il vasto areale, la popolazione numerosa, la presenza in diverse aree protette, la tolleranza al degrado nella qualità del proprio habitat e la mancanza di reali minacce, classifica R.steini come specie a rischio minimo (Least Concern).